# Baler

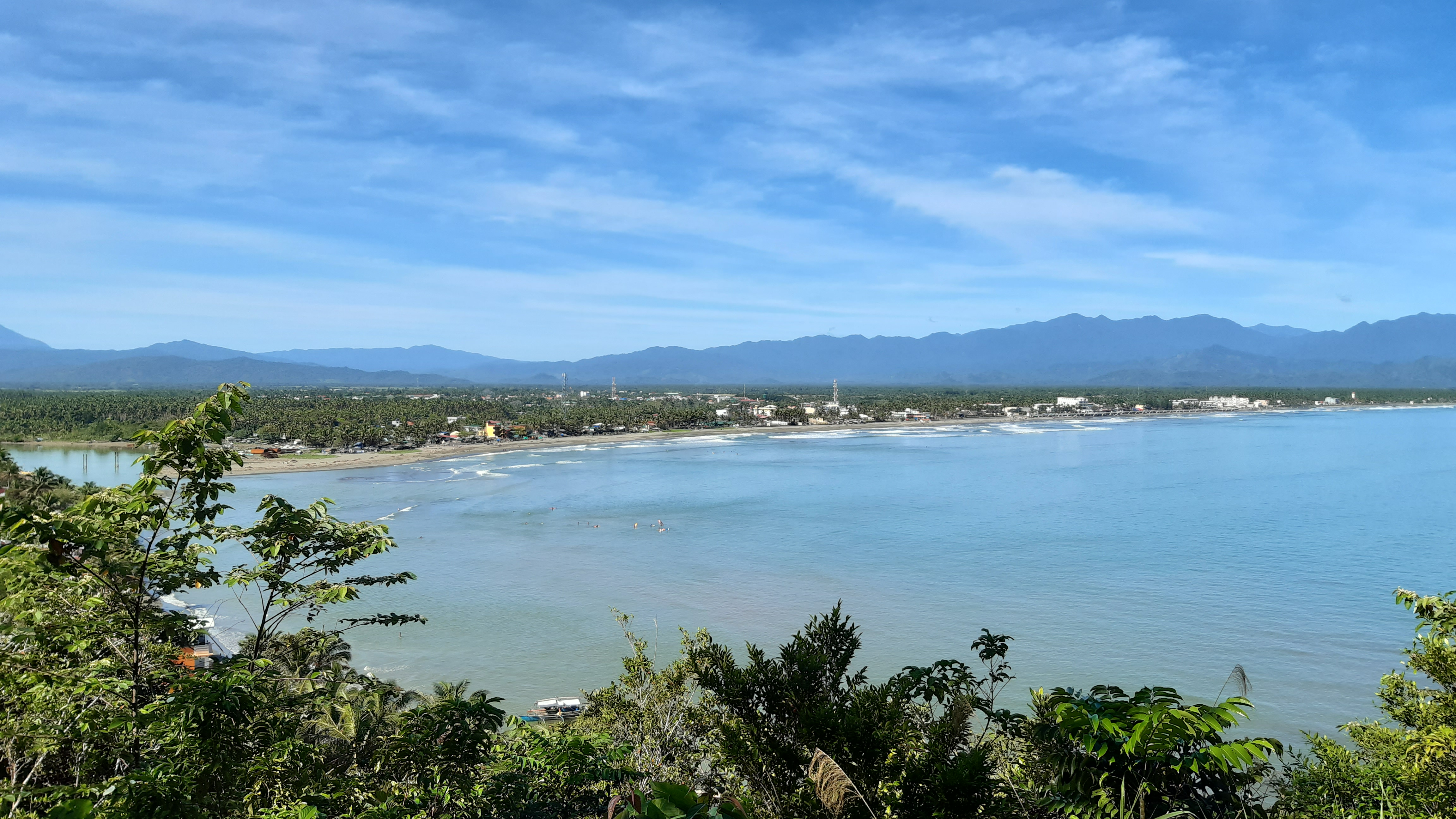
Blick auf den Sabang Beach und Baler vom Ermita Hill aus

Baler ist eine philippinische Stadtgemeinde in der Provinz Aurora. Die Kleinstadt ist Sitz der Provinzregierung.

## Geografie
Baler ist das politische und wirtschaftliche Zentrum von Aurora. Die Stadtgemeinde liegt ungefähr 230 km nordöstlich von Manila im Osten der Insel Luzon in einer weiten Ebene am westlichen Ende der Baler Bay. Wegen hoher Wellen zieht die Bucht insbesondere Surfer an. Die Stadtgemeinde grenzt im Osten an die Baler Bay, an die Stadtgemeinden San Luis im Süden, Maria Aurora im Westen und Dipaculao im Nordwesten.

## Geschichte
Baler wurde erstmals von Juan de Salcedo in dessen Aufzeichnungen zu seinen Raubzügen auf Luzon zwischen 1570 und 1576 erwähnt. In Baler wurde 1609 unter Leitung des Franziskanerbruders Blas Palomino eine Missionsstation gegründet. Im Dezember 1735 zerstörte ein Tsunami den Ort, wobei ein Großteil der Bewohner umkam. Die Überlebenden gründeten Baler später östlich der ursprünglichen Siedlung, welche seitdem Kinagunasan (verwüsteter Ort) genannt wird, neu.
Baler wurde 1856 Hauptort von El Principo, damals einem Distrikt der Provinz Nueva Ecija. Mit der Zuschlagung El Principes zu Tayabas 1901 wurde auch Baler Teil dieser Provinz. Mit der Gründung der Sub-Provinz Aurora am 14. Juni 1951 wurde Baler Sitz der Provinzregierung.
Am 2. Juni 1899 wurde die 11-monatige Belagerung von Baler durch Kapitulation beendet und mit ihr die 333-jährige Kolonialgeschichte Spaniens auf den Philippinen.

## Demographie
Die Einwohnerzahl Balers vergrößerte sich von 1970 bis 2015 um mehr als 170 %.

## Surfen
Die berühmte Surf-Szene des Films Apocalypse Now wurde Ende der 1970er Jahre in Baler gedreht. Nach dem Dreh ließ die Filmcrew ihre Surfbretter zurück, welche von den Einheimischen weiterhin zum Surfen benutzt wurden. In Baler entstand daraus die erste Surfgemeinde in den Philippinen. Dadurch wird der Ort auch oft als der „Geburtsort des Surfens auf den Philippinen“ bezeichnet.
Der Aurora Cup wird jeden Februar von hunderten Surfern besucht und es gibt darüber hinaus weitere kleinere lokale Wettbewerbe in der Winterzeit.
Die beste Zeit zum Surfen ist von Oktober bis in den April hinein, wenn der Nord-Ost-Monsun auf die Ost-Küste von Luzon trifft.

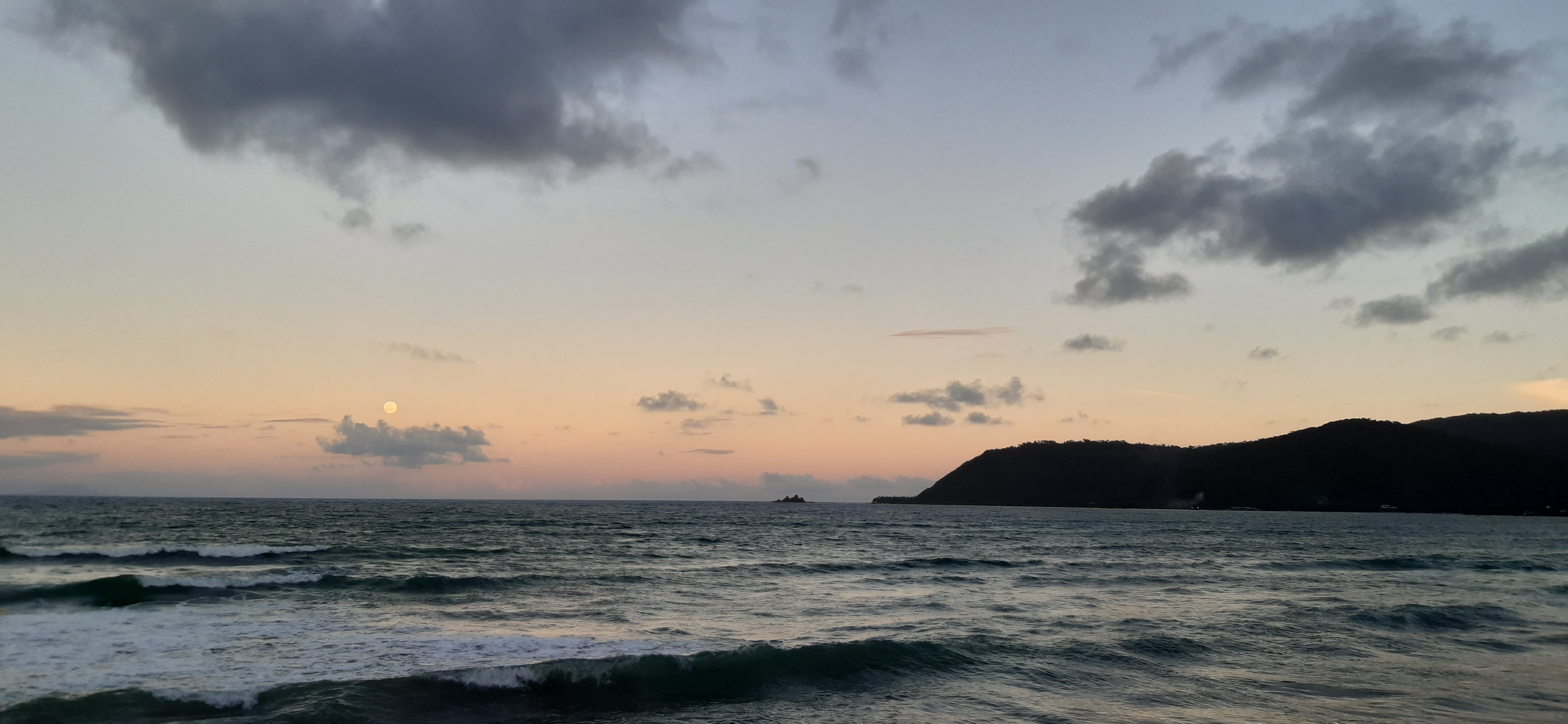
Blick vom Sabang Beach aus in Richtung Dimadimalangat Rock Formation

## Persönlichkeiten
- Manuel Quezon (1878–1944), erster Präsident des Commonwealth der Philippinen wurde in Baler geboren.
- Edgardo Angara (1934–2018), Politiker

## Barangays
Baler ist politisch unterteilt in 13 Barangays:
- Barangay I (Pob.)
- Barangay II (Pob.)
- Barangay III (Pob.)
- Barangay IV (Pob.)
- Barangay V (Pob.)
- Buhangin
- Calabuanan
- Obligacion
- Pingit
- Kinalapan
- Reserva
- Sabang
- Suklayin
- Zabali

## Gemeindepartnerschaft
Mit den spanischen Gemeinden Osa de la Vega, Puebla de Azaba und La Salzadella bestehen Partnerschaften.